# 飯塚信太郎
飯塚信太郎（いいづか しんたろう、1967年7月10日 - ）は、日本のプロゴルファー。フリー。CPGカントリークラブ支配人。
神奈川県出身。日本大学卒業。1992年プロ転向。